# Акбаров, Бобиржон
Бобиржон (Бобир, Бобур) Акбаров (14 февраля 1989, Андижан, Узбекская ССР, СССР) — узбекистанский футболист, защитник «Коканда-1912».

## Биография
Бобиржон (в некоторых источниках Бобур) Акбаров родился 14 февраля 1989 года в городе Андижан.
Играет в футбол на позиции центрального защитника. Начал профессиональную карьеру в 2013 году в составе «Гулистана», который занял 13-е место в чемпионате Узбекистана и вылетел в первую лигу. Акбаров провёл 23 матча, забил 2 мяча.
В 2014 году перешёл в ташкентский «Бунёдкор», выиграл в его составе Суперкубок Узбекистана. Участвовал в розыгрыше Лиги чемпионов АФК, сыграв против «Аль-Фатеха» из Саудовской Аравии (0:0) и катарского «Аль-Джаиша» (1:2). В чемпионате страны провёл в составе «Бунёдкора» только 3 матча и по ходу сезона перебрался в «Новбахор» из Намангана. За два сезона сыграл за него 37 матчей.
В 2016 году играл за «Андижан», занявший последнее место и вылетевший в первую лигу, участвовал в 24 поединках.
В 2017—2018 годах выступал в чемпионате Малайзии за «Куала-Лумпур». В первом сезоне выиграл с ним турнир в премьер-лиге и вышел в Суперлигу, где «Куала-Лумпур» занял 10-е место. Акбаров провёл 41 матч, забил 3 гола.
В 2019 году вновь играл в «Андижане», провёл 21 матч. В 2020 году перешёл в «Коканд-1912».

## Достижения
Бунёдкор
- Обладатель Суперкубка Узбекистана (1): 2014.